# Théâtre Saint-Gervais
Le Théâtre de Saint-Gervais est une institution publique suisse active dans la production et l’accueil de production des arts de la scène. Elle utilise le bâtiment situé à la Rue du Temple 5 dans le quartier de Saint-Gervais à (Genève), anciennement connu comme la Maison des jeunes et de la culture de Saint-Gervais.

## Organisation
Elle a pour organisation mère la fondation "Saint-Gervais Genève" établie en 1993.
Les différentes personnes qui ont dirigé cette institution culturelle sont :
- 1994-2018 : Philippe Macasdar[2]
- Depuis 2018 : Sandrine Kuster